# Frank Charles Wachter

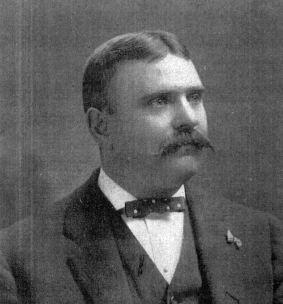
Frank Charles Wachter (* 16. September 1861 in Baltimore, Maryland; † 1. Juli 1910)

Frank Charles Wachter (* 16. September 1861 in Baltimore, Maryland; † 1. Juli 1910 ebenda) war ein US-amerikanischer Politiker. Zwischen 1899 und 1907 vertrat er den Bundesstaat Maryland im US-Repräsentantenhaus.

## Werdegang
Frank Wachter besuchte private Schulen und die St. Paul’s Evangelical School in Baltimore. Danach arbeitete er als Kleiderzuschneider. Gleichzeitig schlug er als Mitglied der Republikanischen Partei eine politische Laufbahn ein. In den Jahren 1896 bis 1898 gehörte er dem Gefängnisausschuss von Baltimore an. Bei den Kongresswahlen des Jahres 1898 wurde er im dritten Wahlbezirk von Maryland in das US-Repräsentantenhaus in Washington, D.C. gewählt, wo er am 4. März 1899 die Nachfolge von William Samuel Booze antrat. Nach drei Wiederwahlen konnte er bis zum 3. März 1907 vier Legislaturperioden im Kongress absolvieren. Im Jahr 1906 verzichtete er auf eine weitere Kandidatur.
Nach dem Ende seiner Zeit im US-Repräsentantenhaus nahm Frank Wachter seine früheren Tätigkeiten in der Bekleidungsbranche wieder auf. Ab 1909 war er auch Mitglied im Kontrollrat für die staatlichen Strafanstalten von Maryland. Er starb am 1. Juli 1910 in Baltimore, wo er auch beigesetzt wurde.